# Klingspor
Klingspor är en uradlig ätt, belagd sedan medeltiden i Tyskland. I Sverige har den adlig, friherrlig och grevlig rang.

## Svenska ättens historia
Enligt traditionen, vilken återges av Anrep, ska släkten härstamma från Franken, varifrån den ska ha medföljt Herman von Saltza och svärdsbröderna till Livland 1260, samt slagit sig ner i Yxkulls socken och upptagit namnet Klingsporshoff vilket sedermera förkortades till Klingspor.
I slutet av 1200-talet omtalas en Gertrud Klingspor i Hamburg, och 1376 fanns en Eghard famulus Klynespor i Holstein. Dessas eventuella släktskap med den nuvarande ätten är dock okänt.
Den äldste kände stamfadern för den nuvarande ätten är Stefan Hermansson von Klingspor, som levde i Livland 1460. Hans son Mattias von Klingspor skrev sig till Klingsporhoff som han 1507 erhållit i förläning av ärkebiskop Mikael i Riga. Han var rådherre i Polen. Hans hustru var Margareta von Bergen till Carmel, som bar vapen. Deras son Stefan von Klingspor till Klingsporshoff, Solwitzs och Bandemirshoff var general och amtman, samt gift med Margareta von Zöge som förde en örn i sitt vapen. De hade en son, Johan von Klingspor, vilken 1563 medföljde drottning Katarina Jagellonica till Sverige såsom hennes page. I Sverige blev han så småningom hovjunkare och slutligen hovmarskalk. Hans son Johan von Klingspor (1636) blev hovjunkare och jägmästare 1604, hovstallmästare 1611, senare överjägmästare hos hertig Johan av Östergötland. Hans hustru, Margareta von Buddenbrock, var dotter till Johan Caspersson von Buddenbrock och Margaretha von Rosen.

### Adliga ätten 195
Johan von Klingspors son, Staffan Klingspor, naturaliserades som svensk adelsman och introducerades år 1633 på nummer 195, varpå han skrev sig till Klingsporshoff, Solwitzs, Bandemirshoff, Bellstad, Attarp, Nynäsholm, Olhamra, med mera. Han var verksam i kavalleriet där han slutligen fick graden generalmajor. Hans hustru var Anna Sophia von Chemnitz. Den enda dottern blev stammoder till ätten Drake af Torp och Hamra, och mor till Sofia Drake af Torp och Hamra. Tre söner stupade ogifta i krig, och ätten fortlevde på svärdssidan med fyra söner men de två mellersta av de senare bröderna, översten Adolf Magnus och assessorn Staffan Fredrik Klingspor efterlämnade bara döttrar.
Äldste brodern, överhovjägmästare Johan Gustaf Klingspor, var gift med Margareta Reuter af Skälboö, vars mor var en Cruus af Edeby. Från dem stammar den äldre grenen av ätten, samt huvudmannagrenen för adliga ätten 195. Hans yngste bror, löjtnanten Christian Ludvig Klingspor till Tumbäck och Svansjö var gift med Henrica de Moucheron vars mor var en von der Noth. Från sistnämnda makar stammar yngre grenen av ätten med sonen överstelöjtnanten Staffan Klingspor till Forsa, Håkerstad, och Tulefors.

### Friherrliga och grevliga ätten nr 257 och 107
Staffan Klingspors äldre bror, översten Henrik Abraham Klingspor till Tumbäck, Attarp och Amundstorp var gift med Anna Sophia Stålhammar vars mor var en Drake af Torp. Parets äldste son, lagmannen och hovrättspresidenten Christian Fredrik Klingspor var den ende som förde ätten vidare på svärdssidan. Han upphöjdes år 1771 till friherre och introducerades på nummer 257. Till hustru hade han Anna Magdelena Pauli vars mor var friherrinnan Strömfelt.
Parets äldste son, Vilhelm Mauritz Klingspor, gjorde sig bemärkt vid flera krig samt blev en av rikets herrar. Tillsammans med sin äldste son, hovmarskalken Gustaf Klingspor, upphöjdes han år 1799 till greve och introducerades på nummer 107. Den grevliga ätten adlades med primogenitur varigenom den grevliga värdigheten endast tillkommer äldste sonen till förutvarande greve. Övriga ättlingar tillhör friherrliga ätten nr 257.

## Ättens gods
Den grevliga ätten Klingspors huvudman äger och driver Hellekis säteri på Kinnekulle i Västra Götalands län. 
En gren av den friherrliga ätten Klingspor besitter idag godset Stora Sundby i Södermanland, vilket även tjänar som familjens privata bostad. Slottet, som ligger vid Hjälmaren, uppfördes på 1500-talet av Lars Siggesson Sparre och ombyggdes under 1800-talet i normandisk riddarstil.
Grönlund i Östergötland ägs av en medlem av den friherrliga grenen sedan 1789.
Ytterligare en annan gren av den friherrliga ätten ägde 1916–2022 Öströö gods i Halland.
Sedan 2001 äger en medlem av den friherrliga grenen gården Hista säteri utanför Mariefred.
Sedan 2005 äger en medlem av den friherrliga grenen gården Casimirsborg utanför Gamleby.
Sedan 2009 äger en medlem av friherrliga grenen gården Ingemarstorp i Östergötland.
Sedan 2013 äger en medlem av den friherrliga grenen gården Biby i Södermanland.

## Personer med efternamnet Klingspor
- Adolf Magnus Klingspor (1647–1701), militär
- Agneta Klingspor (1946–2022), författare
- Carl Klingspor (1847–1911), politiker och godsägare
- Carl Arvid Klingspor  (1829–1903), militär, godsherre, genealog och heraldiker
- Carl-Ossian Klingspor (1919–1985), arkitekt
- Christian Joakim Klingspor (1714–1778), militär
- David Klingspor (1864–1950), militär och fruktodlare
- David Magnus Klingspor (1783–1851), militär
- Fredric Philip Klingspor (1761–1832), arkitekt och målare
- Gert Adolf Klingspor (1753–1814), militär
- Gustaf Klingspor (1772–1840), militär och hovmarskalk
- Gustaf Adolf Klingspor (1882–1964), militär och kommunalpolitiker
- Joen Philip Klingspor (1714–1786), militär
- Johan von Klingspor (död 1636), militär
- Johan Gustaf Klingspor (1605–1636), militär
- John Klingspor (1858–1929), militär och träsnidare
- Mauritz Klingspor (1744–1814), militär och ämbetsman
- Mauritz Klingspor (1800–1858), militär och riksdagsman
- Otto Reinhold Klingspor (1751–1802), militär, aktiv i Anjalaförbundet
- Philip Klingspor (1845–1924), hovmarskalk och politiker
- Staffan Klingspor (1611–1676), militär
- Wilhelm Klingspor (1880–1963), militär, hovjägmästare, diplomat, grundade Kinnevik